# سيسنا 620
سيسنا 620 (بالإنجليزية: Cessna 620)‏ هي طائرة أعمال أنتجت في الولايات المتحدة. من صناعة سيسنا. كان أول طيران لها في 11 أغسطس 1956.